# Bilge Karasu
Bilge Karasu (geb. 9. Januar 1930 in Istanbul; gest. 13. Juli 1995 in Ankara) war ein türkischer Schriftsteller und Übersetzer. Er gilt als einer der wichtigsten Vertreter der türkischen Postmoderne.

## Leben
Karasu studierte Philosophie an der Universität Istanbul und arbeitete in der Auslandsabteilung von Radio Ankara. Ab 1950 veröffentlichte er Gedichte in Literaturzeitschriften. 1963 erschien mit Troya’da Ölüm Vardı sein erster Erzählband.
In den 1950er und 1960er Jahren machte er sich als Übersetzer von Georges Simenon, William Faulkner, Jean Cocteau und anderen einen Namen. Er übersetzte unter anderem aus dem Englischen, Französischen und Italienischen.
Von 1974 bis zu seinem Tod lehrte er Philosophie an der Hacettepe-Universität in Ankara und war in dieser Zeit einer der wenigen Sprachphilosophen der Türkei. Auf Deutsch sind von Karasu 2001 bzw. 2002 zwei Werke im Literaturca Verlag erschienen.
Karasu starb 1995 an Bauchspeicheldrüsenkrebs.

## Auszeichnungen
- Übersetzungspreis der Türk Dil Kurumu 1963 für seine Übersetzung von The Man Who Died von D. H. Lawrence[4]
- Sait-Faik-Literaturpreis 1971 für Uzun Sürmüş Bir Günün Akşamı
- Pegasus-Preis 1994 für Die Nacht

## Werke
- Troya’da Ölüm Vardı. 1963.
- Uzun Sürmüş Bir Günün Akşamı. 1970.
- Göçmüş Kediler Bahçesi. 1980.
  - Deutsch: Der Garten entschwundener Katzen. Literaturca Verlag, 2002.
- Kısmet Büfesi. 1982.
- Gece. 1985.
  - Deutsch: Die Nacht. Literaturca Verlag, 2001.
- Kılavuz. 1990.
- Narla İncire Gazel. 1995 (postum).